# Dalasamverkan
Dalasamverkan kallas det programsamarbete som sex partier - Moderaterna, Centerpartiet, Dalarnas Sjukvårdsparti, Kristdemokraterna, Liberalerna och Miljöpartiet - inledde efter landstingsvalet i Dalarna 2018. Tillsammans fick Dalasamverkan en egen majoritet i Region Dalarna. Ulf Berg, dåvarande oppositionsråd för Moderaterna som var det största partiet av de sex, blev då Regionstyrelsens ordförande. Han blev då historisk som förste moderat på den posten efter 92 år av socialdemokratiskt styre i regionen.

## Bildandet av Dalasamverkan
Mandatperioden mellan 2014 och 2018 styrdes landstinget av Socialdemokraterna, Vänsterpartiet och Miljöpartiet med stöd av Centerpartiet. I opposition samarbetade Moderaterna, Dalarnas sjukvårdsparti, Liberalerna och Kristdemokraterna i en koalition kallad "Sjukvårdsalliansen" som leddes av dåvarande oppositionsrådet Ulf Berg.
I landstingsvalet 9 september 2018 backade Socialdemokraterna och tappade fem mandat i landstingsfullmäktige. Det ledde till att sittande landstingsrådet Gunnar Barke meddelade sin avgång. Sjukvårdsalliansen inledde då förhandlingar med Centerpartiet och Miljöpartiet om en möjlig storkoalition som skulle få egen majoritet i landstingsfullmäktige. Efter en månads förhandlingar bakom stängda dörrar stod det klart att förhandlingarna hade lyckats och att det skulle bli maktskifte i landstinget.
Dalasamverkan lanserades den 11 oktober 2018 på en presskonferens i Falun. Dagen efter presenterade Dalasamverkan "Vår vision för ett bättre Dalarna" i en gemensam debattartikel i Dalademokraten. Där beskrevs bland annat hur man ville effektivisera klimatarbetet, öka valfriheten, korta köerna och minska den psykiska ohälsan.
Den 15 oktober 2018 blev maktövertagandet ett faktum då det nya landstingsfullmäktige valde en ny landstingsstyrelse. Till landstingsråd valdes Ulf Berg, Sofia Jarl, Christer Carlsson, Lisbeth Mörk Amnelius, Birgitta Sacrédeus, Bo Brännström och Kerstin Lund.